# Масаока Сики
Масаока Сики (яп. 正岡 子規, 17 сентября 1867 — 19 сентября 1902) — японский поэт, писатель, литературный критик и теоретик поэзии эпохи Мэйдзи. Настоящее имя — Масаока Цунэнори (яп. 正岡 常規).

## Биография
Цунэнори родился в городе Мацуяма провинции Иё (ныне префектура Эхиме) в семье небогатого отставного самурая. В восьмилетнем возрасте, обучаясь в приходской школе при местном храме, принял решение стать учёным-филологом. Свои первые стихи и прозу начал писать уже с двенадцатилетнего возраста. Окончив среднюю школу, в 1883 году он отправился в Токио, где взял себе литературный псевдоним Сики, малая кукушка (яп. 子規 хототогису, птица, у которой, согласно поверью при пении идет горлом кровь). На тот момент, он уже 4 года боролся с туберкулёзом. В 1890 году поступил в Токийский императорский университет на факультет литературы.
С 1892 года Сики полностью посвятил себя сочинению хайку, а также начал писать статьи о традиционной поэзии. Выдвинул принцип «отражения жизни» (яп. 写生 сясэй) как основополагающий компонент поэтики объективного реализма. В 1893 году он опубликовал серию статей «Беседы о Басё», в которых, критикуя обожествлённый образ Мацуо Басё, призывал к обновлению традиционных форм японской поэзии — танка и хайку. Весной 1895 года Сики отправился корреспондентом в Китай на японо-китайскую войну.
Вернувшись в Мацуяму, Сики сформировал круг единомышленников, а также основал собственную школу хайку. Впоследствии поэтическое общество приняло название «Хототогису» (кукушка) и заняло господствующее положение в мире хайку, которое сохранило и поныне.
Масаока Сики большую часть жизни страдал от болезней и последние годы провёл в постели. Скончался он 19 сентября 1902 года в возрасте 35 лет от туберкулёза. Его личность и творчество оказали огромное влияние на поэтов танка и хайку XX в.

## Сочинения
- Масаока Сики. Стихи и проза / Пер. с яп., предисл. и коммент А. А. Долина. СПб.: Гиперион, 1999.- 192 с.- (Японская классическая библиотека. XI).